# Puccinia kusanoi
Puccinia kusanoi ist eine Ständerpilzart aus der Ordnung der Rostpilze (Pucciniales). Der Pilz ist ein Endoparasit von Deutzien sowie diverser Bambusse. Symptome des Befalls durch die Art sind Rostflecken und Pusteln auf den Blattoberflächen der Wirtspflanzen. Sie kommt in Ostasien vor.

## Merkmale

### Makroskopische Merkmale
Puccinia kusanoi ist mit bloßem Auge nur anhand der auf der Oberfläche des Wirtes hervortretenden Sporenlager zu erkennen. Sie wachsen in Nestern, die als gelbliche bis braune Flecken und Pusteln auf den Blattoberflächen erscheinen.

### Mikroskopische Merkmale
Das Myzel von Puccinia kusanoi wächst wie bei allen Puccinia-Arten interzellulär und bildet Saugfäden, die in das Speichergewebe des Wirtes wachsen. Die Aecien  der Art besitzen 22–28 × 19–24 µm große, fast hyaline Aeciosporen mit runzliger Oberfläche. Die zimtbraunen Uredien der Art wachsen unterseitig auf den Blättern der Wirtspflanze. Ihre goldbraunen Uredosporen sind breitellipsoid, 29–34 × 24–28 µm groß und fein stachelwarzig. Die blattunterseitig wachsenden Telien der Art sind schwarzbraun und früh unbedeckt. Die haselnussbraunen Teliosporen des Pilzes sind zweizellig und 50–78 × 17–21 µm groß. Ihre Stiele sind farblos bis gelblich und bis zu 200 µm lang.

## Verbreitung
Das bekannte Verbreitungsgebiet von Puccinia kusanoi reicht von China über Taiwan bis Japan.

## Ökologie
Die Wirtspflanzen von Puccinia kusanoi sind für den Haplonten Deutzien (Deutzia spp.) sowie verschiedene Bambusse für den Dikaryonten. Der Pilz ernährt sich von den im Speichergewebe der Pflanzen vorhandenen Nährstoffen, seine Sporenlager brechen später durch die Blattoberfläche und setzen Sporen frei. Die Art verfügt über einen Entwicklungszyklus mit Telien, Uredien, Spermogonien und Aecien und macht einen Wirtswechsel durch.